# Lizzy Capri
Lizzy Capri  (egentligen Elizabeth Chang) född 17 juni 1994 i Washington, D.C. är en amerikansk youtube-profil med kinesiskt ursprung. Hon växte upp i Great Neck i New York. Hon gör främst videobloggar och filmade lekar med sin långvariga partner Carter Sharer och kollektivet Team Rar som hon varit med och grundat. Även hunden Millie medverkar ofta. 

## Youtube
Lizzy Capri startade sin Youtube-kanal 29 september 2017 under namnet ”Lizzy Sharer” och publicerade den första videon 14 februari 2018. Tidigare hade hon deltagit i videor på sin pojkväns kanal. I augusti 2022 hade hon 6,21 miljoner  prenumeranter och vanligtvis runt 1,7 miljoner visningar per video.

## Utbildning
Capri gick på Great Neck South High School i New York och studerade senare vid Carnegie Mellon University, vars simlag hon var medlem i. Det var på universitetet hon träffade sin partner Carter. 